# Клан Макруари
Макруари, Макруайри или Руайдри — средневековый шотландский клан на Гебридских островах и на западном побережье Шотландии. Одноименным предком клана был Руайдри мак Рагнейл, главный член клана Сомхейрле в XIII веке. Клан Руайдри был важным фактором в истории Королевства Островов и Шотландского королевства в XIII-XIV веках. Макруари, похоже, управляла регионом Кинтайл в XIII веке. К четырнадцатому веку клан контролировал обширную провинцию, простирающуюся вдоль северо-западного побережья Шотландии и до Гебридских островов. Как ведущая сила в Королевстве Островов, клан Макруари яростно сопротивлялся шотландской централизованной власти. С падением норвежской гегемонии в регионе семья интегрировалась в Королевство Шотландия.
Члены клана Руайдри отличились в Первой войне за независимость Шотландии, выступая против сторонников как английской, так и шотландской короны. Как и другие ветви потомком Сомерленда, клан Руайдри был известным поставщиком профессиональных наёмников-галлогласов в Ирландию. В середине XIV века клан Руайдри лишился былого влияния как в Шотландии, так и в Ирландии. Последний ирландский капитан из галлогласов упоминается в записях в 1342 году, в то время как последний великий вождь клана Макруари был убит в 1346 году. После смерти последнего территория клана Руайдри перешла во владение Джона Макдональда, лорда Островов и вождя клана Макдональд.

## Королевство Островов

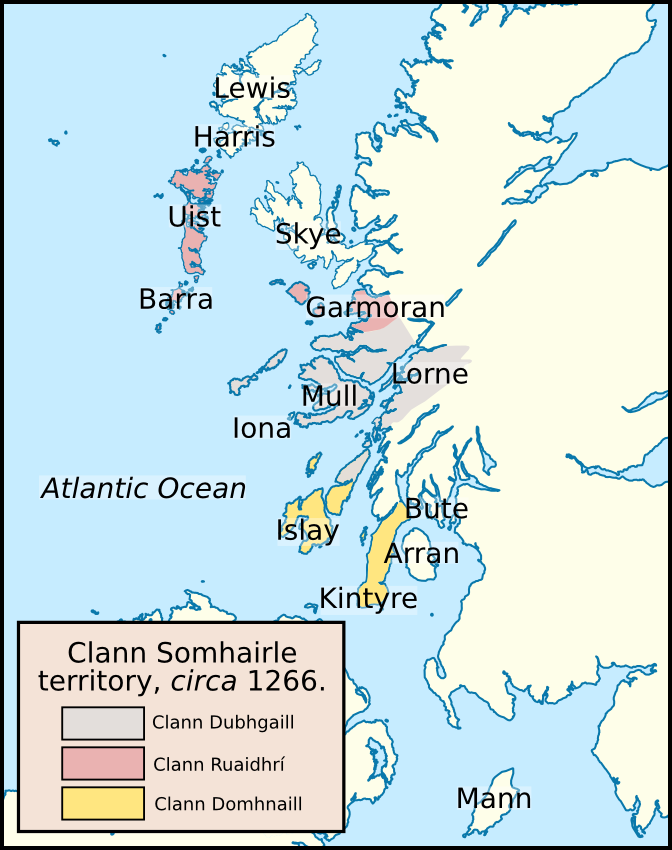
Территории кланов Макдональд, Макдугалл и Макруари, около 1266 года.

### Руайдри мак Рагнайл
Клан Руайдри (Макруари) вел своё происхождение от гэло-норвежкого полководца Сомерленда (? — 1164). Другими потомками Сомерленда были шотландские кланы Макдугалл и Макдональд. Одноименным предком клана Руайдри был Руайдри мак Рагнайл, лорд Аргайл, внук по отцовской линии Сомерленда, короля Островов. Отец Руайдри, Рагналл мак Сомхейрл, был также отцом Домналла Мак Рагнайла, основателя клана Макдональд. Внезапная смерть Сомерленда в битве с шотландцами в 1164 году в сочетании с обширными территориальными размерами владений его потомков может объяснить быстрое разделение клана Сомхейрле на соперничающие ветви.
После смерти отца Ранальда в 1209 году Руайдри разделил с братом Дональдом родовые территории на западном побережье Шотландии и Гебридах. Руайдри получил Кинтайр и Арднамерхан, а после смерти своего дяди Ангуса в 1210 году, присоединил к своим владениям Гарморан на северо-западе Шотландии и острова Эгг, Рам, Норт-Уист, Бенбекьюла, Саут-Уист и Барра.
Руайдри, вероятно, был старшим из сыновей Рагналла. Хотя Руайдри, вероятно, является одним из неназванных сыновей Рагналла, который принимал участие в военной кампании с Томасом фиц Роландом, графом Атолла, против ирландцев в 1211/1212 году. Он определенно помог Томасу в разорении Дерри и окружающей местности в 1213/1214 году. В 1220—1230 годах Руайдри участвовал в мятеже Макуильямов, принадлежащих к младшей ветви правящей в Шотландии династии, против шотландских королей. Это свидетельствует о продолжении Руайдри политики своего деда, короля Островов Сомерледа. Во время военной экспедиции короля Шотландии Александра II на западное побережье в 1221—1222 годах, Руайдри потерял Кинтайр, который был передан его брату Дональду, более лояльному к Шотландии.

### Дугал мак Руайдри и Алан мак Руайдри
По некоторым данным, Руайдри мак Рагнайл был убит во время сопротивления английскому вторжению в ирландское королевство Тирконнелл (Тир Конайл) в 1247 году. После смерти Руайдри главой клана стал его старший сын Дугал мак Руйадри, правитель Гарморана и Гебридских островов. Дугал активно участвовал в политической борьбе в Ирландии, совершая нападения на английские владения и суда и поддерживая гэльское движение на острове. В 1258 году во время очередного набега на ирландские земли Дугал вступил в бой с английским шерифом Коннахта Джорданом де Эксетером и убил его. В следующем 1259 году Дуглас выдал свою дочь замуж за Аода О’Конхобайра (? — 1274), ирландского короля Коннахта, закрепив тем самым союз двух гэльских королевств против англичан. Такая политика резко контрастировала с политикой Юэна Макдугалла, конкурента Дугала на престоле королевства Островов, ориентировавшегося на Шотландию и Англию. В том же 1259 году Дугал в качестве приданого отправил на службу к королю Коннахта 160 воинов-галлогласов под командованием своего младшего брата Алана. Но в следующем 1260 году Аод О’Конхобайр и его союзники были разбиты в сражении.
После смерти Руайдри мак Рагнайла в 1247 году началась борьба за главенство в Королевстве Островов. Ко двору норвежского короля в Берген отправились двоюродные братья, Дугал мак Руайдри и Юэн Макдугалл, глава клана Макдугалл и король Аргайла.
В 1248 году норвежский король Хакон IV (1217—1263), получив оммаж от Юэна Макдугалла, правителя Аргайла, утвердил его в качестве короля Островов и разрешил ему вернуться на родину. Будучи и королем Островов и вассалом норвежской короны, Юэн Макдугалл также был крупным шотландским магнатом на материке. Летом 1249 года король Шотландии Александр II предпринял военную кампанию и вторгся в Аргайл, центр владений клана Макдугалл. Король потребовал от Юэна Макдугалла отказаться от норвежской вассальной зависимости и сдать ему ряд крепостей на материке. Юэн Макдугалл отказался нарушить клятву верности норвежскому королю и под натиском шотландской армии был вынужден покинуть Аргайл. В июле того же 1249 года король Александр II скончался, шотландцы покинули Аргайл. После изгнания Юэна Макдугалла власть в Аргайле и на Островах перешла к Дугалу мак Руайдри.
Со смертью короля Александра II в 1249 году шотландская экспансия на Аргайл и Гебридские острова внезапно прекратилось. Примерно десять лет спустя сын и преемник последнего, Александр III, достиг совершеннолетия и предпринял шаги, чтобы продолжить военно-политическую экспансию своего отца на западном побережье. В 1261 году шотландская корона отправила послов в Норвегию с предложение выкупить Гебридские острова. Но норвежский король Хакон IV отказался. В ответ шотландцы начали совершать грабительские походы на островные владения потомков Сомерленда. Наиболее сильно пострадал остров Скай. Спровоцированный таким образом, Хакон собрал большой флот, чтобы восстановить норвежский суверенитет вдоль северного и западного побережья Шотландии. В июле 1263 года флот Хакона отплыл из Норвегии, а к середине августа Хакон подтвердил свое господство на Шетландских и Оркнейских островах, вынудил Кейтнесс подчиниться и прибыл на Гебридские острова.
Братья Дугал и Алан сыграли значительную роль в военной кампании Хакона против шотландцев. Дугал одним из первых правителей западного побережья Шотландии присоединился к норвежским войскам. Отряд под командованием Дугала участвовал в кампаниях норвежцев в Кинтайре и во вторжении в Леннокс. Скандинавский источник сообщал о крупной победе Хакона, но вместо этого военная кампания, похоже, обернулась полным провалом. В начале октября 1263 года норвежский король Хокон IV был разбит шотландцами в битве при Ларгсе и вернулся на родину. Перед отплытием Хокон IV утвердил Дугала мак Руайдри в титуле короля Островов. Шотландский король Александр III перехватил инициативу и руководил серией вторжений на Гебридские острова и северную Шотландию. Признавая усиление Шотландии, Магнус Олафссон, король Мэна, признал себя вассалом Александра III, тем самым символизировав полный крах норвежского суверенитета на островах. Дугал мак Руайдри упорно отказывался подчиняться шотландской короне. В 1264 году в Аргайл вторглась шотландская армия, на королевском престоле был восстановлен Юэн Макдугалл, принявший сторону шотландского короля. В ответ Дугал мак Руайдри предпринял поход в Кейтнесс, разорив королевские земли и истребив множество шотландцев. К 1265 году относятся ирландские свидетельства об успехах флота Дугала в борьбе против шотландских кораблей. В 1266 году был заключен Пертский мирный договор между Шотландией и Норвегией, по условиям которого Гебридские острова и остров Мэн перешли под сюзеренитет шотландской короны.
В 1268 году Дугал мак Руайдри скончался. В ирландских анналах до конца своей жизни он фигурирует как король Островов и Аргайла.

## Королевство Шотландия

### Алан мак Руайдри

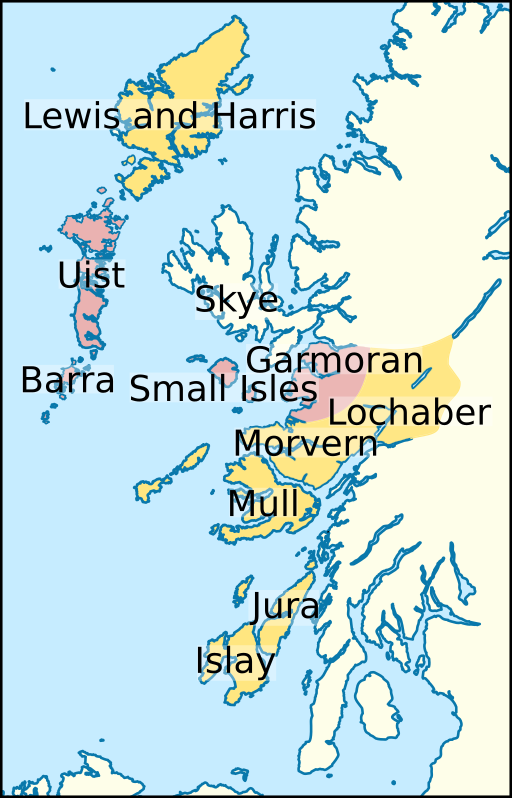
Владения клана Макруари (красный) и клана Макдональд (желтый) в 1346 году

После приобретения шотландцами Гебридских островов и смерти Дугала в течение десятилетия клан Руайдри исчезает из шотландских исторических записей. В 1275 году Годред Магнуссон, внебрачный сын короля Мэна Магнуса Олафссона, поднял восстание на острове Мэн против шотландской короны. Король Александр III организовал большую военную экспедицию на остров Мэн. Среди командиров шотландской армии были Алан мак Руайдри, правитель Островов, и Александр Макдугалл, лорд Аргайл. В 1284 году Алан мак Руайдри был одним из шотландских магнатов, присутствовавших на государственном совете в Сконе, на котором принцесса Маргарет, внучка Александра III, была признана законной наследницей шотландского престола. Также на совете присутствовали его родственники Александр Макдугалл, глава клана Макдугалл, и Ангус Мор, правитель Островов и глава клана Макдональд.

### Лахланн Мак Руайдри и Руайдри Мак Руайдри
В 1293 году, пытаясь сохранить мир в западных пределах своего королевства, Джон Баллиол, король Шотландии, утвердил шерифства Скай и Лорн. В состав шерифства Скай входили Уэстер-Росс, Гленелг, Скай, Льюис и Гаррис, Уист, Эгг, Рам и Смолл-Айлс, которые были переданы Уильяму II, графу Росса. В состав шерифства Лорн входили Аргайл (за исключением Коула и Кинтайра), Малл, Джура и Айлей, во главе шерифства был поставлен Александр Макдугалл, глава клана Макдугалл. Несмотря на намерения короля, его новые королевские шерифы, использовали свое положение против местных соперников. В то время как клан Макдональд был вынужден иметь дело со своими могущественными соперниками из клана Макдугалл, клан Руайдри поссорился с графом Росса из-за контроля над Кинтайлом, Скаем и Уистом. Доказательства действий графа Росса против клана Руайдри обнаруживаются в переписке между ним и английской короной в 1304 году. В этом конкретном коммюнике Уильям II, граф Росс, упоминал о дорогостоящей военной кампании, которую он провел в 1290-х годах против мятежных гебридских вождей, включая Лахланна мак Руайдри, по приказу правившего тогда Джона Баллиола (годы правления 1292—1296 гг.).
Алан мак Руайдри скончался в 1290-х годах. В 1296 году король Англии Эдуард I вторгся и завоевал Шотландию. Одним из самых главных сторонников шотландского короля был Александр Макдугалл, и этот факт, по-видимому, привел к тому, что Эдуард I использовал главного соперника первого, Александра Ога Макдональда, лорда Островов, в качестве своего главного агента на западном побережье Шотландии. В этом качестве вождь клана Макдональд попытался сдержать восстание клана Макдугалл против английской власти.
Борьба между двумя однофамильцами и потомками Сомерленда была задокументирована в двух недатированных письмах Александра Ога английскому королю Эдуарду I. В то время как первое показывает, что клан Руайдри на сторон клана Макдугалл боролся против клана Макдональд, а второе письмо подтверждает это мировоззрение и насилие, а также демонстрирует сотрудничество с родственниками из клана Комин. Эти депеши показывают, что Лахланн и Руайдри были сосредоточены на захвате контроля над Скаем, Льюисом и Гррисом у отсутствующего графа Росса, который находился в заключении в Англии с 1296 по 1303 год. Ожесточенная борьба между кланом Руайдри и кланом Макдональд, изображенная в этих письмах, указывает на то, что оба клана стремились извлечь выгоду из отсутствия графа Росса, и что оба стремились включить острова в свои владения. Что касается конкретно клана Руайдри, вполне вероятно, что их кампания была продолжением конфликта, возникшего из-за создания шерифства Скай под руководством Уильяма, графа Росса, в 1293 году.
Есть еще одно свидетельство сотрудничества клана Руайдри с Коминами в 1299 и 1304 годах. В 1306 году Роберт VII Брюс, граф Каррик, претендент на шотландский престол, убил Джона Комина из Баденоха, своего главного соперника в борьбе за шотландский престол. Хотя первый захватил трон (как Роберт I) к марту, английская корона немедленно нанесла ответный удар, разбив его силы в июне 1306 года. К сентябрю Роберт I Брюс скрылся от английской армии и бежал на Гебридские острова. Согласно хронике XIV века, дочь Алана, Кристина, сыграла важную роль в спасении Роберта I на этом начальном этапе его карьеры, укрыв его на западе Шотландии.

### Руайдри Мак Руайдри и Кристина Ник Руайдри
Лахланн исчезает из исторических записей в 1307/1308 году. Ему наследовал его младший брат Руайдри мак Руайдри. Хотя Кристина была законной дочерью и потомком Алана мак Руайдри, маловероятно, чтобы члены клана Руайдри считали законное рождение единственным критерием наследования. Фактически, как ведущий мужчина — член клана Руайдри, вполне вероятно, что сам Руайдри контролировал обширные территории своего клана. Тем не менее, Руайдри, похоже, получил формальное признание своих прав на господство только после того, как Кристина отказалась от своих претензий на наследство.
Претензии Кристины на лордство представляли потенциальную угрозу для Руайдри и его потомков. Сама Кристина была замужем за Доннхадом, членом графского рода Мар. Кроме того, у Кристины и её мужа был сын Руайдри, который потенциально мог обратиться за королевской помощью в соответствии с требованиями своей матери. Имя, данное Кристиной своему сыну, могло указывать на то, что он был не только назван в честь своего деда по материнской линии, но и рассматривался как потенциальный преемник клана Руайдри. Кристина отказалась от своих претензий с условием, что, если её брат умрет без наследника мужского пола, то её одноименный сын получит наследство.
Шотландский король Роберт I Брюс признал Руайдри в качестве вождя одноимённого клана, чтобы обеспечения поддержку себе со стороны одной из самых влиятельных семей на западном побережье. Под властью Руайдри находились материковые территории Мойдарт, Арисайг, Морар и Кнойдарт, и островные территории Рам, Эгг, Барра, Сент-Килда и Уист. Это феодальное владение, как и великие владения Аннандейл и Галлоуэй, было сопоставимо с любым из тринадцати графств королевства.
Руайдри мак Руайдри помогал шотландской короне в военной кампании против английского владычества в Ирландии и погиб в битве при Фогхарте в октябре 1318 года. Согласно Анналам Лох-Се XVI века, в сражении были убиты «Mac Ruaidhri ri Innsi Gall» and a «Mac Domnaill, ri Oirir Gaidheal». Этот источник отражен в нескольких других ирландских хрониках, включая Анналы Коннахта XV-XVI веков, Анналы четырёх мастеров XVII века, Анналы Ольстера XV-XVI веков и Анналы Клонмакнойза XVII века. Точные личности мужчин, упомянутых в таких источниках, доподлинно неизвестны, хотя они, похоже, были главами клана Руайдри и клана Макдональд, а первым из них вполне мог быть сам Руайдри.
Другим крупным сражением, в котором участвовал клан Руайдри, было окончательное поражение Руайдхри Конхобайра, короля Коннахта, от рук Фейдлимида Конхобаира, когда некий Доннхад Мак Руайдри и сотня галлогласов погибли вместе с королем. Одна группа хроник описывает погибших галлогласов как «благородных». В следующем году, в 1317 году, клан Руайдри стал участником еще одного сокрушительного поражения, когда войска Коннахта победили войска Брейфне. Согласно одной группе хроник, в стычке было убито семь десятков галлогласов из клана Руайдри.

### Рагналл Мак Руайдри и Кристина Ник Руайдри
Руайдри мак Руайдри, формально примирившись с королем Робертом I Брюсом и проведя кампанию в Ирландии с братом последнего, есть свидетельства, указывающие на то, что наследство клана Руайдри было оспорено Кристиной после его кончины. У Руайдри осталась дочь Айне (Эми) и внебрачный сын Рагналл. Последний вполне мог быть несовершеннолетним на момент смерти Руайдри, и очевидно, что Кристина и ее приверженцы пытались захватить контроль над наследством. Хотя записано, что Кристина отказалась от заявленных прав в пользу Артура Кэмпбелла после смерти Руайдри, ясно, что Рагналлу в конечном итоге удалось стать главой клана, получив признание большинства его родственников.
В 1325 году некий «Roderici de Ylay» лишился своих владений, конфискованного по приказу короля Роберта I Брюса. Возможно, что эта запись относится к члену клана Руайдри и демонстрирует контраст отношений между кланом Руайдри и шотландской короной в 1320-х и 1330-х годах. Если это верно, то рассматриваемый человек может быть идентичен самому Рагналлу, что может указывать на то, что его конфискация была связана с попыткой Кристины лишить его контроля над землями клана Руайдри и передать их в руки клана Кэмпбеллов. Другая возможность состоит в том, что конфискация была вместо этого ратифицирована в ответ на нежелательную экспансию клана Руайдхри в определенные соседние регионы, такие как бывшие территории лишенного наследства клана Макдугалл.
Хотя хартия Кристины в пользу Артура Кэмпбелла не датирована, она могла быть датирована незадолго до конфискации. Список свидетелей, которые засвидетельствовали это разрешение, примечателен и может показать, что хартия имела королевское одобрение. Все эти люди, похоже, были верными сторонниками Роберта I против клана Макдугалл, и все они представляли феодальные семьи на западном побережье. Союз таких людей вполне мог быть устрашающей перспективой для руководства клана Руайдри. Фактически, конфискация могла быть лично подкреплена Робертом I, поскольку король, похоже, посетил замок Тарберт — королевскую цитадель в Кинтайре — в том же году.
В отличие от Первой войны за независимость Шотландии, в которой участвовал клан Руайдри, Рагналл и его семья, как известно, не принимали участия во второй войне (1332—1341 гг.). Сам Рагналл мак Руайдри впервые упоминается в исторических документах с 1337 года, когда он помогал своему троюродному брату, Джона I Макдональду, лорду Островов, получить от папы римского разрешение жениться на сестре Рэгналла, Айне (Эми), в 1337 году. В то время Рагналл и Джон Макдональд были сторонниками Эдварда Баллиола, претендента на шотландский трон, который удерживал власть в королевстве с 1332 по 1336 год. К июню 1343 года Рагналл и Джон Макдональд примирились с соперником Эдуарда Баллиола, правящим сыном Роберта I, Давидом II, королем Шотландии, и сам Рагналл был утвержден королем во владение кланом Руайдри.
Примерно в это же время Рагналл получил права на Кинтайл от Уильяма III, графа Росс (? — 1372). Эта сделка была подтверждена королем Давидом II Брюсом в июле того же года. Есть основания подозревать, что признание королем этого гранта могло быть задумано как своего рода региональный противовес, поскольку он также передал права на Скай от Джона Макдональда Уильяму III, графу Росса. Также возможно, что власть клана Руайдри распространилась на прибрежный регион Кинтайла в какой-то момент после смерти отца Уильяма III в 1323 году, в период, когда Уильям III мог быть либо несовершеннолетним, либо изгнанным из страны. Как бы то ни было, у графа, похоже, не было другого выбора, кроме как передать свои права на Кинтайл Рагналлу.
Плохие отношения этими двумя магнатами, по-видимому, драматическим образом проявляется в убийстве Рагналла и нескольких его последователей руками графа и его сторонников. Убийство Рагналла в монастыре Элхо в октябре 1346 года было засвидетельствовано несколькими источниками, не относящимися к тому времени. На момент своей кончины Рагналл мак Руайдри прибыл на королевское собрание в Перте, готовясь к военной кампании против Англии. После этого Уильям III покинул королевское войско и бежал в свои владения. Хотя позже ему пришлось дорого заплатить за этот акт нелояльности, сам эпизод свидетельствует о решимости графа справиться с угрозой вторжения власти клана Руайдри в то, что он считал своим владением. Несмотря на это драматическое устранение главного соперника Уильямом III, графом Росса, самым непосредственным бенефициаром убийства был Джон Макдональд, глава клана Макдональд (? — 1386), который также был зятем Уильяма III.
После смерти Рагналла контроль над владениям клана Руайдри перешел к Джону Макдональду, женатому на Айне (Эми) Руайдри. Хотя Эми, похоже, была либо мертва, либо находилась в разводе с Джоном Макдональдом к 1350 году, территории клана Руайдри, очевидно, остались во владении клана Макдональд после последующего брака Джона с Маргарет, дочерью Роберта Стюарта, наместника Шотландии. Сам король Шотландии Давид II Брюс скончался в 1371 году, и ему наследовал его племянник Роберт Стюарт (как Роберт II). В 1372 году новый шотландский монарх подтвердил права Джона Макдональда на территории бывшего клана Руайдри. Через год после этого Роберт II подтвердил, что Джон Макдональд предоставил земли клана Руайдри Рагналлу (Ранальду) Макдональду, старшему выжившему сыну Джона и Эми, очевидно названному в честь самого Рагналла. Рагналл Макдональд стал родоначальником клана Макдональд из Кланраналда.